# まほらノート
まほらノートは、大栗紙工株式会社が生産・販売しmahora（マホラ）の名称で商標登録されている一連のノート製品。

## 概要

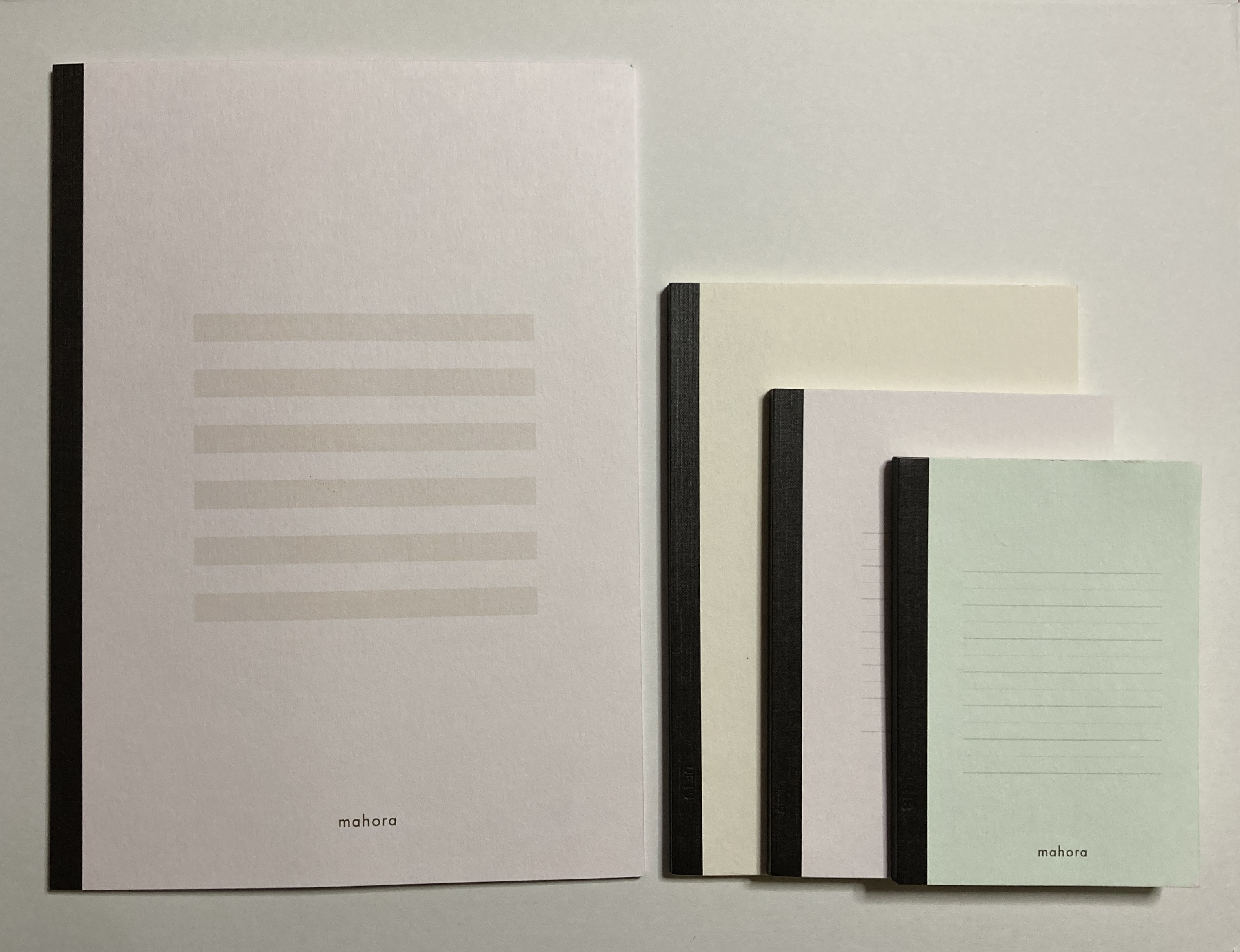
まほらノート

大栗紙工株式会社のオリジナルブランドOGUNOを代表する製品。発達障害当事者の声をきっかけに、企画段階から積極的にユーザーを巻き込む手法で開発を進め、一般社団法人UnBalanceの協力のもと約100名の発達障害当事者に試作とテストを繰り返して製品化に至った。2020年2月、レモン（太・細交互横罫）とラベンダー（網かけ横罫）の2種類を発売。2021年2月には34種類を追加し、計36種類となった。カラー3色、罫線デザイン2種類で、B7・A6・B6・セミB5の無線とじノートの他、A4サイズのシートタイプがある。

## 特徴

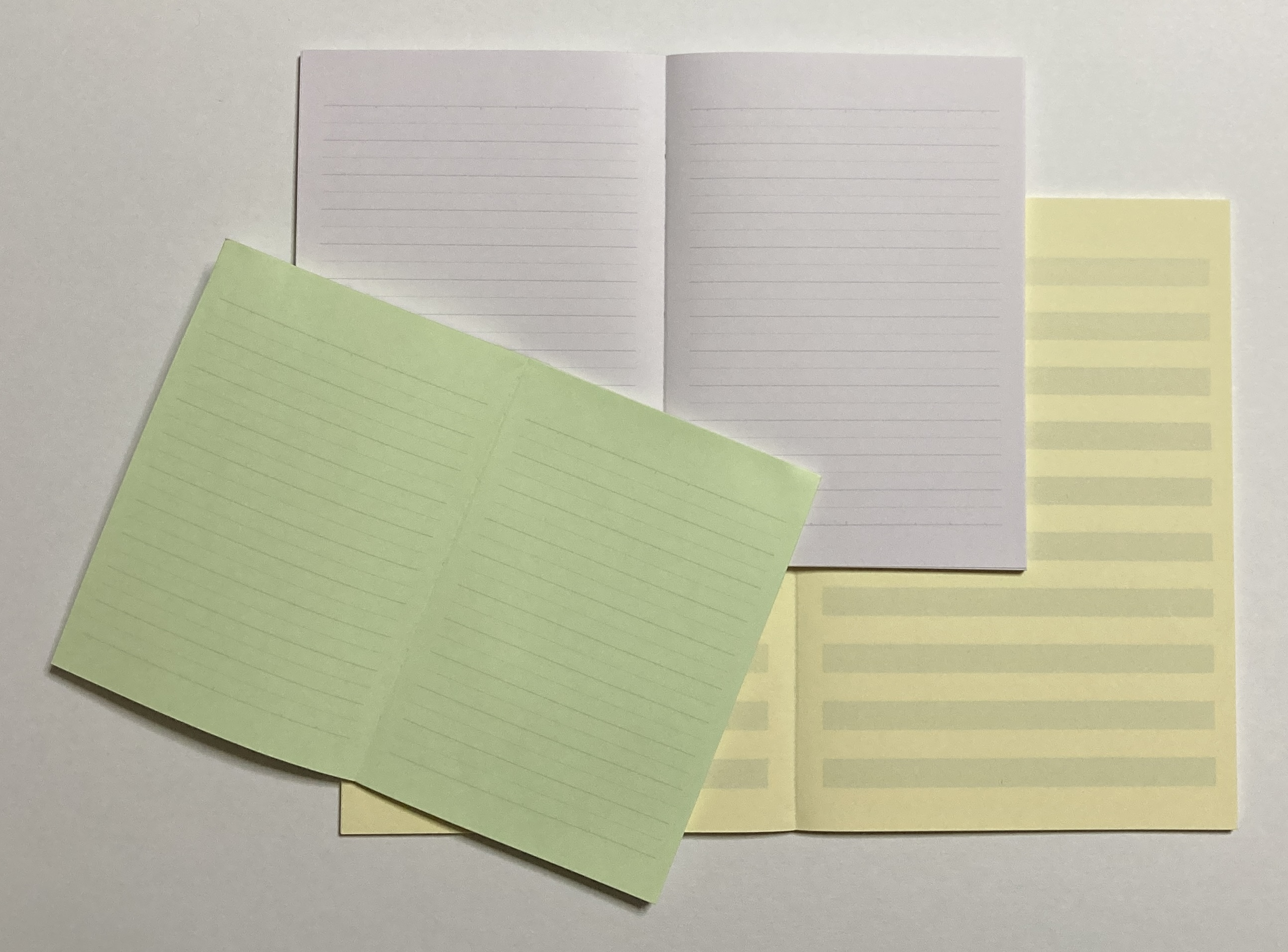
色の種類と罫線デザイン（レモン網かけ横罫、ラベンダー太・細交互横罫、ミント太・細交互横罫）

開発のきっかけとなった「白いノートがまぶしくて書きづらい」という声を受け、色付きの中紙を採用している。また、行認識の補助を目的とした、太・細交互横罫／網かけ横罫という一般的なノートとは異なる独自の罫線デザインが特色。表紙・中紙には、発達障害の特性や視覚過敏に配慮した材質を使用している。

## 受賞歴
- 第30回日本文具大賞デザイン部門 優秀賞
- 2021年度グッドデザイン賞 ベスト100[1]
- 文房具屋さん大賞2022デザイン賞[2]

## その他
- 2021年、大阪府内ものづくり中小企業の優れた技術に裏打ちされた創造力にあふれる製品として大阪府知事が認定する「大阪製ブランド製品」に認定された。その中でも、地域活性化や社会課題などに貢献し他の規範となる製品に与えられる「ベストプロダクト」に選出されている[3]。
- 漫画作品『僕の妻は発達障害』を原作とした東海テレビ制作のテレビドラマ『僕の大好きな妻!』第2話以降で、百田夏菜子（ももいろクローバーZ）演じる発達障害の特性を持つ主人公・北山知花のノートとして使用されている[4]。
- 2022年8月4日、NHKワールド JAPANの番組『DESIGN TALKS Plus』にて約20言語で製品紹介された[5]。